# Gonocaryum macrophyllum
Gonocaryum macrophyllum är en järneksväxtart som först beskrevs av Carl Ludwig von Blume, och fick sitt nu gällande namn av Herman Otto Sleumer. Gonocaryum macrophyllum ingår i släktet Gonocaryum och familjen Stemonuraceae. Inga underarter finns listade i Catalogue of Life.